# 田代まさし
田代 まさし（たしろ まさし、1956年〈昭和31年〉8月31日 - ）は、日本の元歌手、元タレント、元コメディアン、元司会者、元映画監督、元作詞家、YouTuber。シャネルズ→ラッツ&スターのメンバー。東京都杉並区在住。愛称は、マーシー。

## 来歴

### 1990年代まで

#### デビューまで
母の故郷である佐賀県に生まれるが、出生後まもなくキャバレーのチェーン店を経営していた父親がほかの女性のもとへ走り、両親は離婚した。田代は母親に引き取られ、中学時代まで母親のもとで育った。母親は"夜の仕事"をしながら田代を育て、母親が留守の間は大家に預けられていた。ミッション系の幼稚園に入園し、その後小学校入学直前に東京都新宿区へ転居した。転居先の百人町でも母親との二人暮らしをする。
田代が13歳の時、母親が再婚した。その後、間もなく母親の元を離れ、父親や父親の再婚相手である女性と一緒に住むこととなったが、その生活になじめず素行不良が目立つようになり、酒・煙草・シンナーに手を染める。また、新宿の映画館によく通っていた。
杉並区の中学校への転校を経て、1972年（昭和47年）4月に芝浦工業大学工業高等学校機械科に入学した。同年の11月には早くも自動二輪運転免許を取得し、オートバイにも乗るようになる。高校入学直後、同校で田代以上の不良だった鈴木雅之と出会う。
ソウルミュージック好きだった田代と鈴木は、すぐに仲良くなった。父・継母との生活に馴染めなかった田代は、鈴木の家に度々訪問し、鈴木の母からも家族同然にかわいがられていた。高校生になってからも、中学時代からの素行不良は変わらず、ケンカ・暴走族・ディスコ・ナンパに明け暮れ、傷害事件で警察に留置されたこともあった。一方鈴木は、高校在学中に映画『レッツ・ザ・グッド・タイム・ロール』に登場するドゥーワップに刺激され、ドゥーワップグループ結成を決意する。その後、鈴木は高校を中退し、父の工場で働く傍らコーラスやダンスの練習を重ね、田代もこれに加わる。当時は、まだプロになるという考えはなかった。
1975年（昭和50年）3月、高校を卒業した。ちなみに高校時代の友人に後のお笑いコンビであるコットンのメンバーのである、きょんの父親がいる。この時期から田代は車に凝りだし、サニー・グロリア・カマロ・フォード・プレリュード・ベンツなど、次々と車を乗り換える。同年の6月、父と大喧嘩をして家を飛び出す。その後、シャネルズのメンバーである久保木博之の誘いで、同じガソリンスタンドに就職し、会社の寮で暮らす事になる。この頃に、大型自動車免許を取得。3年後の1978年（昭和53年）に、トラックの運転手へ転職した。シャネルズデビュー後も、暫く運転手を続けていた。この頃、眠気覚ましという名目で、トラック運転手の先輩から覚醒剤を勧められたと明かしている。

#### シャネルズ ～ ラッツ&スター
1980年（昭和55年）、鈴木や桑野信義らと共に、ドゥーワップグループの「シャネルズ」の一員としてメジャーデビューした。デビューシングル『ランナウェイ』は110万枚のミリオンセラーとなった。しかし同年7月、メンバー10人のうち5人（久保木・桑野・新保・山崎・須川）が埼玉県青少年保護育成条例違反（わいせつ行為）の疑いで書類送検され、シャネルズは半年間謹慎する。なお、この件に関しては田代は関与していない。
その後フランスの高級ブランド、シャネルから物言いがついたことで（化粧品会社のCMソングを担当することになり、シャネルズというグループ名を使うことが不適切になったためという説あり）、1983年（昭和58年）に同グループが「ラッツ&スター」と改称された。その後も多数のヒット曲に関わり、『ザ・ベストテン』などの歌謡番組を通じ日本のお茶の間のお馴染みの顔となる。また、ソロデビューとしてシングル『新島の伝説』をリリースし、作詞家としても小泉今日子の楽曲を手がけるなどの活動を行う。1985年（昭和60年）4月、一般女性と結婚し、後に長男と長女が生まれた。

#### ダジャレの帝王
その後、志村けんにそのお笑いセンスを見出され、1986年（昭和61年）頃からタレント、コメディアンとしても活動を開始した。当初は本名の「田代政」名義だったが、程なくして「まさし」に改名し、「マーシー」という愛称でも親しまれる。その独自のお笑いセンスから「ダジャレの帝王」、「ギャグの王様」、「小道具の天才」と呼ばれ、レギュラー番組を何本も持ち、大企業のテレビCMに何本も出演するなど人気を博した。
さらに、自伝やダジャレ語録などの著作本出版や、自らの名を冠したファミコン用ゲームソフト『田代まさしのプリンセスがいっぱい』の発売、原宿竹下通りの「マーシーズ」や清里高原へのタレントショップの開店、また映画監督としてVシネマの撮影を行うなど多彩に活動した。しかし順風満帆な人生とは裏腹に、田代自身は仕事に対し、日々プレッシャーを感じ精神を摩り減らしていたという。

### 2000年代

#### 2000年の迷惑防止条例違反
2000年（平成12年）9月24日に都立大学駅構内で帽子、サングラス、マスクという姿で、女性の下着を盗撮しようとしている様子を目撃者から通報され、不審人物として警察が任意同行し事情聴取され、東京都迷惑防止条例違反で書類送検された。この事件に触れるメディアが全くないことを疑問に思った通報者が各媒体に連絡を入れ徐々に公になる。田代によると、当初はこの時にはまだ覚醒剤を使用していなかったとインタビューで語っているが、著書『審判』では1991年（平成3年）に家族旅行でハワイに行った際に覚醒剤を購入し、その時に初めて使用したと語っている。また、2019年に開設した自身のYouTube公式チャンネルでは、多忙な番組出演で疲れていた田代に某テレビ局のプロデューサーが疲れが取れる良い物があると言い覚醒剤を勧められ入手したと語っている。同年10月4日に事件が発覚、テレビリポーターに盗撮した理由を聞かれ「『ミニにタコができる』というタイトルのギャグ映像を作ろうとしていた」と苦しい弁明をしてバッシングされた。「耳に胼胝ができる」という慣用表現とかけたシャレで、この時、事務所から「ギャグにしよう」と言われて考えたら、かえってバッシングを受け裏目に出たと後に語っている。なお、田代自身は事務所からこの提案をされた際は決して乗り気では無かったという。芸能活動を謹慎し、老人介護施設でのボランティア活動を行った。同年12月14日に東京簡易裁判所から「罰金5万円」の略式命令が下った。
その後、志村らが田代の芸能活動復帰を働きかけ、翌年2001年（平成13年）6月28日に事務所で復帰会見をして、6月29日放送の『ぐるぐるナインティナイン』から『ダウンタウンDX』、『めちゃ×2イケてるッ!』、『明石家マンション物語』、『志村けんのバカ殿様』などのテレビ番組に出演し、復帰を果たす。また『HAMADA COMPANY 弾丸ヒーローズ』では、番組レギュラーを目指し出発点の東京から沖縄まで目撃されずにゴールするという企画に挑戦した。結果的には滞在先の京都で写真100枚を撮られ失敗に終わったが、その後も連続してゴールデンタイムの番組に度々登場するようになった。

#### 2001年の逮捕
『HAMADA COMPANY』の最後の出演から間もない2001年（平成13年）12月9日、田代は近所の男性宅風呂を覗いたとして、軽犯罪法違反で警視庁田園調布警察署に現行犯逮捕された。さらに自宅から覚醒剤が発見され、覚せい剤取締法違反容疑（使用・所持）で12月11日、再逮捕された。これを受け、当時の所属事務所のエムティエムプロダクション（現在のジャパン・ミュージックエンターテインメント）は、同年12月11日付で田代を契約解除した。
これを受け、芸能界復帰に手助けした志村や桑野は、「あいつは最低な事をしたのだから芸能界から消えてもらいたい」と田代を突き放すコメントをした。和田アキ子も『アッコにおまかせ!』放送内で田代に絶縁宣言した。2002年（平成14年）1月に放送された『新春かくし芸大会』や『志村けんのバカ殿様』の収録にも参加していたが、逮捕後の放送のため田代の収録分は全てカットされお蔵入りとなった。フジテレビ側も「今後の彼の出演は考えられない」と語った。また、これらの不祥事が2ちゃんねるで話題となり、一時的にアメリカの『タイム』誌のパーソン・オブ・ザ・イヤーに選ばれる「田代祭」と呼ばれる騒動も起きた（最終的には、田代はパーソン・オブ・ザ・イヤーの対象外となっている）。
この事件の公判で裁判長から職業を質問された際に「元タレント」と答えたことから、その後「元タレント」とテレビなどで表記される様になった。また、シャネルズ・ラッツ&スター時代も含めた田代の過去のVTRや写真が地上波で放送・公開が自粛になり、田代のVTRや写真などがテレビで放送される際は田代の音声が薄らかであるか全体を修正されたり、顔を隠されたり、身体の一部しか映らない程度の映像になることが多くなった。またCSの有料チャンネルなどでは、過去の出演作品がそのまま放送されていたが、これらも終了となっている。なお田代は後日、お蔵入りになった番組など8,000万円の損害賠償請求をされ、7年経過した2009年（平成21年）になっても返済していることを公表した。後年になって田代は、この8,000万円という賠償額に関して「事務所との折半でこの金額だった」と語っている。
2002年（平成14年）2月18日、裁判で懲役2年・執行猶予3年の判決を受けた。その後はVシネマ監督として復帰し『鯨道』シリーズなどを手がける。また2003年（平成15年）正月には『サンデージャポン』にVTRで出演した。2004年（平成16年）春頃にはテレビ界復帰も検討されたが、同年6月16日深夜午前1時頃、杉並区梅里を運転中に青梅街道の「転回禁止」の場所でUターンしてオートバイに乗った男子学生に衝突し大ケガをさせる人身事故を起こし、業務上過失傷害と道路交通法違反容疑で書類送検された。これにより復帰が白紙に戻る。なお、この件で鈴木が田代の代わりに謝罪している。

#### 2004年の逮捕
上記の執行猶予中の2004年（平成16年）9月20日夜に中野区新井の路上で車を駐車中、再び覚醒剤及び刃渡り8cmのバタフライナイフを所持していたとして、銃砲刀剣類所持等取締法違反と覚せい剤取締法違反（2度目）で現行犯逮捕された。野方警察署に留置された田代は取り調べの時、何度も嘔吐や気絶を繰り返し、病院へ担架で運ばれ点滴を打つという事態にまで至る。本気で自殺を考えた田代だったが、夢枕に立った母親に止められたという。鈴木邦男によれば、田代に薬を打たれたとされる交際女性は「いやだったけど、でも嫌われたくなくて」と涙ながらに証言したという。
本人は「芸能活動において日頃かなりのプレッシャーを感じていた故に犯行に及んだ」「盗撮事件後、家族関係が悪くなりヤケになってしまった」と弁明した。また裁判所の法廷で裁判官から「（もともと）タレントに向いてないのでは？」との問いかけに「そう思います」と小さく答えた。なお、テレビ出演時に眼鏡やサングラスをしていることが多かったが、実際は伊達眼鏡で眼鏡なしではテレビに出演できないほどのあがり症だと『徹子の部屋』で話したことがある。
2005年（平成17年）2月7日、東京地方裁判所で開かれた判決公判で懲役3年6か月の実刑判決が下され、同年3月16日付で東京高等裁判所への控訴を取り下げ、刑が確定した。精神的に不安定なため、服役中に睡眠薬や精神安定剤を服用していた。収監中、田代は障害者や老人、元政治家などが作業する工場で刑務作業に従事していたが、周りに障害者が多かったため与えられた作業が単純なものになってしまい辛かったと語っている。
自らも大麻で2度の逮捕歴がある美川憲一は「（刑務所から）出てきたら私のところに来てちょうだい。付き人でも何でもさせて一から叩き直してやるわよ」と述べた後、「立ち直って欲しいの、お願いだから…」と泣き崩れていた。
収監前から既に妻子とは別居状態にあったが、服役中に正式に離婚した。
栃木県の黒羽刑務所に収監されていた田代は、刑期から未決勾留日数が引かれ、2008年（平成20年）6月26日に満期出所した。仮釈放がつかなかったのは、身元引受人がいなかったためという。7月16日、阿佐ヶ谷ロフトAで、雑誌『創』篠田博之編集長主催のトークイベントに出演した。その場の記者会見では一部ろれつが回らないなど、心身ともに衰弱している様子が見受けられ、田代は不眠で医師の処方を受けていることを打ち明けている。この出所以降、公の場に出る際は常に帽子を着用するようになった。

#### 活動再開
2008年（平成20年）10月に公式サイトおよび公式ブログを開始した。トップページの画像には「神降臨」の文字が記載される。インターネットにおいて話題となり、100万を超えるアクセス数を記録した。
趣味の格闘技観戦を重ね、昔の伝でお笑いライブの司会を務めたり、2009年（平成21年）3月からは動画共有サイト・zoomeで冠番組『田代まさしのお久しブリーフ』を持ったり、またニコニコ生放送において長時間のトークを行うなど、テレビや音楽活動といったかつての表舞台ではないものの「リハビリ」として段階的に芸能活動を再開させた。また旧知の仲でラッツ&スターのリーダーの鈴木も田代の復帰手助けを自身のイベント内で約束するなどの支援を行っていった。
2009年（平成21年）3月18日にインターネット配信された『田代まさしのお久しブリーフ』第1回では、過去の事件について頭を下げて謝罪するとともに、「ありがたいことに色々なところからお仕事を頂いたり、ブブカやゲームラボの連載を頂いたり、ちょくちょくライブなどに顔を出したりしている。芸能界的なお仕事もそうだが、ちゃんとした仕事もしていきたい」と近況や自身の今後についての胸の内を明かした。
2009年（平成21年）6月に発売されたニポポのアルバムには、そのうちの2曲に田代がボーカルとして関わり、そのうちの1曲は作曲まで行うことも報じられている。さらに同年7月からは、ケーブルテレビ・CS放送のチャンネルであるMONDO21（現：MONDO TV）にて、活動再開後初のテレビ番組である『田代まさしのいらっしゃいマーシー』が放送された。
2009年（平成21年）9月24日、公式ブログ上で、冠番組『田代まさしのお久しブリーフ』の放送終了を報告とともに「リハビリ完了」を宣言した。同年11月2日、志村けんが自身のブログ上にて楽屋に田代が訪れて土下座された事を報告し、同エントリーに田代へのエールを綴った。更に同5日の田代のブログには志村とツーショットの写真がアップロードされ、両エントリーには500件以上のコメントが寄せられた。この頃、テレビの取材などで、薬物検査を受けて結果が陰性だったことを公表したり、記者から「もう薬をやりたいとは思わない？」と質問された際には「全然思わない。目の前に出されてもすぐ捨てられる」と語るなど、完全に薬物から決別したように見えた。

### 2010年代
2010年8月14日、同人音楽サークル「FRONTIER CREATE」のCD、「ウルトラ☆テング」に出演した。コミックマーケット78で配布を開始した。その後同人ショップでも販売が開始された。

#### 2010年の逮捕
2010年（平成22年）9月16日午前2時10分頃、神奈川県横浜市中区新港1丁目赤レンガパークの駐車場の身体障害者専用スペースに止めていた車両をアジア太平洋経済協力会議（APEC）国際会議の応援警備に当たっていた福岡県警察の警察官が発見した。そこで職務質問を受けた際、コカインをポリ袋に入れて所持していたことが発覚し、直ちに麻薬及び向精神薬取締法違反で神奈川県横浜水上警察署に現行犯逮捕（違法薬物での逮捕は3回目）された。また、この際一緒にいた美容室経営者の女性も覚醒剤を所持していたため、覚せい剤取締法違反の容疑で逮捕された。さらに、女性のポーチや女性の自宅に覚醒剤、コカイン、大麻を隠し持っていたとして、同年10月14日に覚せい剤取締法違反（共同所持）の容疑などで2人とも再逮捕された。

##### 逮捕までの経緯
田代はこの逮捕前の2010年（平成22年）5月に胆石の手術を行った頃から急激に痩せ、夏頃には頬がこけるまで激痩せしていた。田代は出版プロデューサーの高須基仁からこの事について問われると「体力をつけて仕事を頑張るためにジムに通ってダイエットしている」と答えたが、2010年（平成22年）8月に札幌で行われた地下格闘技大会でMCを務めた時には、ろれつが回らない上に手の震えも止まらず、選手の名前を忘れたりと明らかに集中力を欠いていた。これらの事を不審に思った高須から「まだ薬物をやっているのか?」とその場で問い詰められたが「やってません」と否定。しかし高須曰く「視線は定まらず顔も赤かった」という。
またこの頃から、出演するラジオ番組にも「（田代が）何を喋っているのか全然わからない」とリスナーからの苦情が相次いでいた。逮捕前日にはテリー伊藤からも数々の挙動不審を問い質され「まだ薬をやっているの?」と聞かれ否定こそしたものの、高須から薬物使用の事を問い詰められた時と同じく、テリーに視線を合わせようとしなかった。一部の関係者からは逮捕前から薬物再使用の疑いを持たれていた。8月12日にインタビューを受けた際、薬物をやっていないことを証明するため薬物検査報告書をインタビュアーに見せたが実際には5月に受けたものであった。この逮捕の際のげっそりとやつれた姿が大きく報道され世間に衝撃を与えた。

##### 関係者の反応
鈴木は「本当に何と言っていいか言葉になりません。あれだけ多くの人に迷惑をかけたのだから、そのことを肝に銘じて生きてほしかったです。本当にあいつは大馬鹿です」と落胆と無念の思いを込めたコメントを発表している。桑野は「先輩、初めて呼び捨てにします」とだけコメントし、土下座された志村は一切言及することはなかった。
また、田代の芸能界復帰を積極的に支援してきた南部虎弾は「心が痛い」「仲間が復帰を支援する事より、薬の方が魅力的だったんでしょうか」と悲痛な面持ちを浮かべ「（今回の逮捕で）残念ですけど終わりですね。復帰なんてもうない」と突き放し、逮捕の前日に会っていたテリーも「本当に、本当に、本当に、頭にきちゃう」とコメントを残している。なお、2度目の逮捕を知って涙ながらに叱咤激励のコメントを述べていた美川も「（前回は泣いたが）今なんて涙も出ないわよ」「同情はもうできない」とコメントし、田代を完全に見限っている。他にも様々な芸能人が落胆と無念のコメントを残している。また、南部の呼びかけで始めた「田代 中村 南部 アクアちゃん」（レインボータウンFM）も田代の逮捕を受けて同月終了した。なおこの番組は田代の芸能界復帰支援を目的に開始されたため、番組終了まで出演者は全員ギャラ無しだった。

##### 裁判
2011年（平成23年）7月1日、横浜地方裁判所で開かれた判決公判で薬物の常習性が顕著であることなどを主な理由とし、懲役3年6か月の実刑判決が下され、同年7月15日付で東京高裁への控訴を取り下げたため刑が確定し府中刑務所に収容された。公判では、シャネルズのデビュー30周年記念イベントの出演依頼があったもののレコード会社より前科を理由に出演を断られたことによるショックと、2010年（平成22年）3月の握手会で薬物の密売人から連絡先のメモを渡された時期が重なったことから、交際相手の被告人を通じ密売人から入手していたことを語っている。2014年（平成26年）7月2日に仮釈放され、2015年（平成27年）2月20日、4年6ヶ月ぶりに自身のブログを更新して、民間の薬物依存リハビリ施設「ダルク」のプログラムを受けていることを報告し、謝罪の言葉を書き込むと共に「また、みなさんの前に姿をあらわす機会もあるかと思いますがよろしくお願い致します!」と心境を綴った。
2015年（平成27年）3月18日には阿佐ヶ谷ロフトAで会見を開き、更には6年ぶりの著書『マーシーの薬物リハビリ日記』の発売イベントも行った。逮捕前に見られた激やせ姿から健康的な姿になり、「ダルク」での活動を詳細に語ったが、「回復したら復帰というのはない」「本意ではない」と芸能界復帰は否定している。「ダルク」ではスタッフとして勤務し「芸能人専用のダルクを作りたい」と語っている。また、同じく覚せい剤取締法違反などで有罪判決を受けたASKAに会っていたことも明かした。

#### 薬物中毒者への復帰支援活動
芸能人でなくDARCスタッフとして社会的な活動を再開した。薬物中毒者への講演を主体とした活動に移行した。以前と変わって心理的な余裕も生まれ、田代の名を無断使用した盗撮ビデオメーカーに対し「やかましいわ!一回俺にお伺いを立てろ!」と切り返す度量を見せた。依然芸能活動については難しいとの見方を崩していないが、ラッツ&スターにだけは何年かかっても復帰したい旨を強く述べている。2015年（平成27年）5月3日、バイカーイベント「九州魂」に出席し、チャリティーに協力した。7月1日には「社会を明るくする運動中央推進委員会」が主催の「立ち直りフォーラム」に出席した。薬物依存の怖さやDARCの活動などを話す。同年7月3日からDARC職員として東北方面に出張し、薬物中毒者向けの講演を精力的にこなす。

#### 2015年の迷惑防止条例違反
2015年7月6日、二子玉川駅のホームで女性のスカートの中を盗撮しようとしたとして、東京都迷惑防止条例容疑で書類送検され活動が途切れる。『ラッツ＆スター』の再結成構想があったが、この事件で計画はご破算になった。東京簡裁から罰金30万円の略式命令を受け罰金を支払った。同年9月から活動を再開し、いまだ「自らが立ち直り途上の身にある」としつつもDARCスタッフとしての邁進を誓った。

#### メディアへの出演
2016年（平成28年）2月、清原和博が覚せい剤取締法違反で逮捕されたことを受け、NHK『ニュースウオッチ9』や民放テレビの報道番組に久しぶりに出演した。自身が回復途上であることを前置きした上で、止めたいと思う心と相反する身体の快楽欲求との闘いの日々の体験を激白し、薬物依存の恐ろしさと更生の困難さについて語った。「芸能人専用のDARCを作りたい」という意欲も示しているが、一方で「オレみたいに『クスリを目の前に出されたら、断る自信がない』って正直に言えなくて、みんな『大丈夫』って言うじゃないか。それが一番危ないんだよ。あと、売人も集まってくるから、日本じゃできないかもね」などと現実的に設立するには厳しい状況である事も吐露している。本人によると、2018年時点での月収は「約13～14万」であり、「8時に起床、9時にDARCに出勤、20時には帰宅・就寝」という生活を送っていた。
2016年3月、田代まさし名義でiTunes Storeから「リハビリマーシー（feat. D.O, 漢 a.k.a. GAMI, RYKEY）」が配信された。楽曲に参加している漢が代表を務める9sari groupのYouTube公式チャンネルに、リハビリマーシーのミュージックビデオを含む映像「9SARI HEAD LINE #番外編VOL.4『田代まさしが心配して9sari スタジオに来た！』」が公開された。映像に登場する田代はB系ファッションで、楽曲は覚せい剤についてラップをするフィーチャリングのラッパー達の問いに対し、田代が志村のギャグとしても知られる「だいじょうぶだぁ」と連呼し返答する内容となっている。
2018年（平成30年）4月、2015年に死去した電撃ネットワークの三五十五を偲ぶライブ『電撃クレイジーナイトスペシャルライブ!三五十五ゆかりの芸人達大集合』で南部の呼びかけによりステージに立った。
2018年6月28日、地下アイドルグループ・THE BANANA MONKEYSの「今を生きろ。」のMVにゲスト出演し、その模様がTHE BANANA MONKEYSのYouTube公式チャンネル上にて公開された。更に同年7月21日には田代自身が「やらかし先生」（テレビ朝日のバラエティ番組「しくじり先生 俺みたいになるな!!」のパロディ。当時は放送休止中だった）となって、THE BANANA MONKEYSのメンバーに対して「失敗を次に活かすための授業」を行う模様も同じくYouTube公式チャンネル上にて公開された。この出演について、田代は自身のTwitterにて「ご縁がありまして、この度地下アイドルグループのTHE BANANA MONKEYSのMVに出ました。少し早いかなとも思いましたが、真剣に薬物の怖さを受け止めたいと言う情熱が彼女たちにもスタッフ達にも感じられたので引き受けました。」と経緯を説明している。
2018年7月27日、田代が1980年代に展開していたブランド「マーシーズ」の復刻が決定し、同日からTシャツ通販サイト「TOD」において予約受付が開始される。Tシャツはホワイト、ナチュラル、グレー、ブラックの4種類制作され、各カラー100枚限定で完全受注生産となる。
2018年10月29日、「スピードワゴンの月曜The NIGHT」（AbemaTV）にゲストとして出演した。報道番組ではない純粋なトーク（バラエティ）番組への出演は約10年ぶりだった。番組内では世間を騒がせた事件の真相や薬物の怖さ、過去の年収や現在の月収から気になる今後の展望について告白した他、小道具を使った小ネタや、バラエティ番組で活躍していた当時のギャグも披露していた。また小沢一敬から「今、目の前に薬物があったらどうする？」と質問された際に「完全に治っているわけじゃない。出されても大丈夫って言えるまで時間がかかるから。やらないですって今まで言わされていたんだよ。本当はやめられるかどうか自信なかった。でも、言わざるを得なかったのがひずみになっていく」と率直な思いを打ち明ける場面もあった。
2019年（令和元年）7月4日・11日放送の『バリバラ〜障害者情報バラエティー〜』(NHK Eテレ)の「薬物依存症」をテーマとした回に出演し「マーシー先生」として実体験を語る。
Twitterで近況を発信する傍ら、2019年6月にYouTubeチャンネルを開設し、親交のある佐藤秀光とともに出演していた。

#### 2019年の逮捕
2019年（令和元年）11月初旬、宮城県塩竈市の宿泊施設並びに東京都杉並区の自宅マンション敷地内に於いてそれぞれ覚醒剤を所持していたとして、2件の覚せい剤取締法違反（3回目）の容疑で再び逮捕された（違法薬物としては4回目の逮捕）。田代は塩竈市での一件については当初「（塩竈は）自分のものではない」と述べて否認していたが、後に認め、尿検査も陽性を示したため、同月27日に覚せい剤取締法違反（使用）の疑いで再逮捕された。同日、自宅マンション敷地での覚醒剤所持について覚せい剤取締法違反（所持）罪で起訴される。塩竈市での所持については不起訴となった。28日、覚せい剤取締法違反（使用）の疑いで送検された。12月6日、自宅での覚醒剤所持について覚せい剤取締法違反（所持）の疑いで再逮捕された。12月25日、11月6日に自宅で大麻と覚醒剤を所持したとして、覚せい剤取締法違反（所持）の罪と大麻取締法違反の罪で追起訴される。同月、保釈された。2020年（令和2年）2月13日、覚せい剤取締法違反（所持、使用）と大麻取締法違反（所持）の罪での初公判が仙台地方裁判所で行われ、田代は起訴内容を認めた。検察側は懲役3年6月を求刑し、即日結審した。3月4日の判決公判で、懲役2年6月、うち懲役6月を保護観察付き執行猶予2年とする判決を受けたが、判決を不服として控訴した。6月30日に始まった控訴審で、弁護側は一審判決からの減軽を訴え、検察側は控訴棄却を求め、即日結審した。7月29日、仙台高等裁判所は、一審仙台地裁判決を支持し、被告側の控訴を棄却した。
田代の逮捕を受け、清原和博や高知東生からのコメントはあったものの、志村やラッツ&スターのメンバー等からのコメントは一切なかった。一方、逮捕直前まで田代を支援していた佐藤秀光は、今後も田代を見捨てないという姿勢を示している。

### 2020年代
2020年3月29日、志村が死去したことを受け自身のYouTubeチャンネルを通じて「志村さんより僕が逝くべきだった」「笑いに必要なこと、大切なことをたくさん教えていただいてありがとうございました」と追悼した。4月18日より、志村の所属事務所で関連番組の権利を保有しているイザワオフィスより、志村けんのだいじょうぶだぁの編集映像が広告収益を寄付する目的で期間限定でYouTubeにて公開されており、田代の出演シーンも多く含まれている。映像公開に当たり、イザワオフィスは、同作品が「諸事情」で公開できなくなっており、このまま闇に葬られるのに葛藤があったとしており「諸事情」は放送倫理の変化のほか、田代の現状も含まれるとされている。
当初は2020年8月6日に刑務所へ収容予定であったが、その2日前に意識を失い東京都内の病院に緊急入院したため収容が延期となった。病院での検査で血糖値が670と異常値（血糖値の正常範囲は70 - 100程度）であった事や、疲労が溜まると膝の下が痛みだしたり視力が突然悪くなったりするほど持病の糖尿病が悪化していたため、病状が落ち着いてからの収容になったという。退院後に体調が落ち着いたため再度検察庁に出頭したが、コロナウイルス感染症対策のためPCR検査を受けてから来るように言われ再度収容延期となった。その間、保釈中はダルクとは別の民間リハビリテーション施設に入り薬物依存症だけでなく、アルコール依存症やギャンブル依存症の患者と毎日ディスカッションを行っていたという。その後の再出頭でようやく収容され、同年11月福島刑務所で服役開始となった。
2022年10月27日、釈放された。同年11月8日発売の週刊FLASHの取材に応じ、2011年の府中刑務所収容前に結婚（再婚）していたことを明らかにした。
2024年3月21日に、田代の元妻の一般女性が3月15日に死去したことを長男がSNS上で伝えた。
2024年12月30日放送の『超しらべてみたら』（フジテレビ）で、地上波テレビに復帰。

## エピソード
長嶋茂雄のファンであり、子供の頃は銭湯にいくときに長嶋の背番号で有名でもある「3」のナンバーの下駄箱を必ず使っていたほど。

## 主に出演していた番組

### バラエティ
- 音楽同志（NHK）
- バリバラ（NHK）
- 世界まる見え!テレビ特捜部（日本テレビ）（不定期）
- ハートにジャストミート（日本テレビ）
- 頑張る!TV!!（日本テレビ）
- スター感動バラエティ 幸せの☆一番星（日本テレビ）
- ぐるぐるナインティナイン（日本テレビ）
- EXPOスクランブル（TBS） - 火曜日レギュラーMC
- クイズダービー（TBS）
- 仰天!くらべるトラベル（TBS）
- クイズ天下一品博物館（TBS）
- ビッグ・ウェンズデイ（TBS）[16]
- 夕やけニャンニャン（1985年10月 - 1987年8月、フジテレビ） ※司会者として出演
- 志村けんのバカ殿様（1986年4月 - 2000年8月、2001年10月、フジテレビ）  - 側用人として出演[16]
- 志村けんのだいじょうぶだぁ（1987年11月 - 1993年9月、フジテレビ）
- 志村けんはいかがでしょう（1995年4月 - 9月、フジテレビ）
- 志村けんのオレがナニしたのヨ?（1995年10月 - 1996年3月、フジテレビ）
- 爆笑伝説!志村けんの変なおじさんVSネプチューン大決戦!!（1999年12月、フジテレビ）
- 森田一義アワー 笑っていいとも!（1987年10月 - 1988年9月、フジテレビ） - 火曜日レギュラー
- 桃色学園都市宣言!!（1987年10月 - 1988年3月、フジテレビ）
- オールナイトフジ（1988年2月 - 9月、フジテレビ） - 司会
- ものまね王座決定戦（1988年4月 - 1990年12月、フジテレビ） - 司会
- 田代まさしのオイシイじゃん（1988年10月 - 1989年3月、フジテレビ） - 司会
- 田代君のお正月ぐらい勝手にさせて（1989年1月3日、フジテレビ） - 司会
- パラダイスGoGo!!（1989年4月 - 1990年3月、フジテレビ） - 司会
- 週刊スタミナ天国（1990年4月 - 1996年9月、フジテレビ） - 司会
- G-STAGE（1991年10月 - 1992年3月、フジテレビ） - 司会
- SOUND ARENA（1992年4月 - 9月、フジテレビ） - 司会
- スターはポチだ!（1992年10月 - 1993年9月、フジテレビ） - 司会
- TVクルーズ となりのパパイヤ（1994年10月 - 1995年3月、フジテレビ） - 火・金曜日レギュラーMC
- ブレイクもの!（1998年1月 - 9月、フジテレビ）※司会者として出演
- スターどっきり㊙報告（フジテレビ）
- ジャポーン 女だけの水泳大会→ドキッ!丸ごと水着 女だらけの水泳大会（フジテレビ） - MC
- いたずらウォッチング!!（フジテレビ）
- たけし・逸見の平成教育委員会（フジテレビ）
- 世界の超豪華・珍品料理（フジテレビ）
- なるほど!ザ・ワールド（フジテレビ）
- 所さんのただものではない!（フジテレビ）
- SRS（フジテレビ）[16]
- スーパーJチャンネル（テレビ朝日）
- クイズ!!データマッチ（テレビ朝日）
- GAHAHAキング 爆笑王決定戦（テレビ朝日） - MC
- 田代まさしの謹賀新年おめでとう（テレビ朝日）
- まっ昼ま王!!（1994年10月 - 1995年3月、テレビ朝日） - 月曜日担当
- 特捜TV!!ガブリンチョ（テレビ朝日）[16]
- 超次元タイムボンバー（テレビ朝日）
- えびす温泉（テレビ朝日）
- 愛ラブB.I.G.（テレビ東京）
- 歌え!アイドルどーむ（テレビ東京）
- 歌え!ヒット・ヒット（テレビ東京）
- 年の差バトル! 言い分 vs Eぶん!!（1999年 - 2000年、東海テレビ）
- それゆけ!マーシー（毎日放送）
- やる気マンマン日曜日（毎日放送）
- HAMADA COMPANY 弾丸ヒーローズ（朝日放送）[16]
- ダウンタウンDX（読売テレビ）
- ザ・ラスベガス（読売テレビ）
- 大阪ほんわかテレビ（読売テレビ）
- 田代まさしのいらっしゃいマーシー（MONDO21）

### ドラマ
- 季節はずれの海岸物語
- おそ松くん
- おニャン子学園危機イッパツ
- もしかして婚約者!?
- サブシロのTHE・ハタラケ興業
- パパ!かっこつかないゼ
- H and 1/2
- H' FOR MEN H'END 24（日本テレビ）
- あまえないでョ!
- ないしょのハーフムーン
- アナウンサーぷっつん物語
- セーラー服露天風呂卒業旅行
- 恋多きおとなたち
- 恋多きおとなたち2
- 熱っぽいの!
- スパゲティー恋物語
- 山瀬まみのフリーアルバイター物語
- LUCKY・天使、都へ行く
- 愉快なサギ師たち
- LOVE（第10回）二人の法則
- 小さな贈り物
- なんだらまんだら
- 愛は仁義
- わがままな女たち
- 天国に一番近いママ
- TV局物語 今にみてろ（北海道テレビ）[99]
- 大往生
- 恋はあせらず

### 映画出演・映画監督
- マーシーの不良風 女を口説く方法 あの手この手教えます（1992年）
- マーシーの禁断! お嬢様学園危機イッパツ（1993年）

監督:南部英夫、脚本:森保鉄志、原案:増田紀雄、撮影:満井坦彦、音楽:渡辺敬之
出演:田代まさし・斉藤慶子・野々村真・網浜直子・相原勇・稲川淳二・根岸明美・高木ブー・しのざき美知
- クレープ（1993年）

原作:伊集院静、監督・脚本:市川準、助監督:永田智春
出演:田代まさし・南果歩・堀江奈々・渡辺いっけい・大久保鷹・向井田彩子・加倉井えり
- フォー・ルームス（1995年）

アメリカ映画の日本語吹替え版
ティム・ロスが演じる主人公・テッドの声を担当
- ウルトラマンティガ・ウルトラマンダイナ&ウルトラマンガイア 超時空の大決戦（1999年）[注釈 6]
- マネーギャング 極楽同盟（2002年）

企画:吉田達、製作:仁平幸男、プロデューサー:服巻泰三・山本芳久
監督:宮坂武志、脚本:岩澤勝己、音楽:松崎裕子、美術:野尻均
出演:田代まさし・濱田のり子・TEAH・小沢和義・山田辰夫・桑野信義・天宮良
- 実録やくざ抗争史 LB熊本刑務所 vol.4 刑務所前バス停（2003年、第1回DVシネマ大賞[注釈 7]受賞）

監督:田代まさし、脚本:大学中庸
出演:武蔵拳・嘉門洋子・本宮泰風・比企理恵・神保美喜・松田ケイジ・山本集・十勝花子・山本昌平
- 実録・プロジェクト893XX 金嬉老 無期懲役・拘禁52年 3（2004年）
- 四国やくざ・戦場の主役たち2（2004年）

### インターネット配信
- 田代まさしのありがとうございマーシー（Mopal）
- 田代まさしのお久しブリーフ（2009年3月 - 9月、zoome）

### ラジオ
- スーパーギャング 田代まさしのGOGOウッカリボーイ（1986年10月 - 1987年3月、TBSラジオ）[2]
- サントリー・パラダイス天国〜田代と遊ぼう〜（TBSラジオ）
- 秀美と田代のひっかけナイト（文化放送）
- 田代まさしの60分ニッポン勝負! （1993年10月 - 1994年3月、ニッポン放送）
- 田代 中村 南部 アクアちゃん（2009年7月 - 2010年9月、レインボータウンFM）

### CM
- ファーストキッチン
- ロート製薬 パンシロン内服液 （1987年 - 1988年頃）加藤茶[100][101][102][103]・松方弘樹・志村けん・ガッツ石松と共演
- 住友スリーエム（スコッチ） VHS用テープEG、HG（1988年）[104]
- 松田食品 ベビースターラーメン（1988年）
- サンヨー食品 サッポロ一番 北のしょうゆラーメン[105]
- ヤクルト（1993年）
- モランボン[106][107][108][109]
- メガネスーパー[110]
- 森永製菓 ぬ〜ぼ〜[111]、パックンチョ[112]、森永ココア（1989年頃から）
- ゼネラル石油（ラッツ&スターとして）
- KITZ アンダーシンク型家庭用浄水器「オアシックス」
- 黄桜 飛沫、呑(どん)
- ぺんてる 油性マジックくみ組（1989年） - 桑野信義と共演
- アキレス サザンサザン

ほか多数

### その他
- 田代まさしのプリンセスがいっぱい（田代まさしをフィーチャリングしたファミコンゲーム）
- コイサンマン（ナレーター） ※ビデオ版（「マーシーのファミリー吹替版」）

## 音楽作品
シャネルズ、ラッツ&スター名義でリリースされた作品はラッツ&スターを参照のこと。
- 新島の伝説（1986年8月27日発売）
- パラディラタンの夜は更けて（1987年9月21日発売、「慎之介&マーシー」名義）
- ウンジャラゲ（1988年11月2日発売、「志村けん&田代まさしとだいじょうぶだぁファミリー」名義）
- 熱帯夜／真夏のエクスタシー（1994年7月1日発売、「マーシー&いずみ」名義）※ラッツ&スターのカバー
  - 「熱帯夜」 - 日本テレビ系列「頑張る!TV!!」ED
  - 「真夏のエクスタシー」 - 日本テレビ系プロレス実況番組「全日本プロレス中継30」1994年6月・7月期ED
- 婆様と爺様のセレナーデ（1993年12月17日発売、「けん&マーシー」名義）
- 愛が懐かしい（1995年3月8日、「田代まさし&麻木久仁子」名義）
- 監獄ポップ / 監獄アシッドハウス（2009年11月4日発売、「マーシー☆ポルシェ」名義）
- お騒がせリズム / 監獄SOUL（2010年2月3日発売、「ニポポ feat. 田代まさし&SSTV DAX LIVE!!」「ニポポ feat. 田代まさし」名義）
- ウルトラ☆テング / FRONTIER CREATE （2010年8月14日夏コミで頒布された『東方Project』の二次創作同人CD）
- リハビリマーシーfeat. D.O, 漢 a.k.a. GAMI, RYKEY（2016年3月4日発売（配信限定））

### 作詞
田代マサシ名義 ※はリードボーカル担当
- 小泉今日子
  - Celebration
  - だから抱きしめて
  - Happy Birthday
- 布川敏和
  - ストレイ ボーイ
- シャネルズ
  - 憧れのスレンダー・ガール
  - あの娘はミステリー (MISS TERRIE)
  - Yeah! Yeah! Yeah!
  - 愛しのアンナ
  - 妹たちへのラブ・ソング
  - 浮気なエンジェル
  - CAN'T STOP
  - グッド・オールド・ソング (GOOD OLD SONG)
  - 恋は命がけ
  - GOSPEL SHOUTING
  - サマー・ホリデー
  - 週末ダイナマイト
  - ストリート・シンフォニー (STREET SYMPHONY)
  - Soul Shadows (a-cappella)
  - DANCE! DANCE! DANCE!
  - TAKE THE A TRAIN〜ハーレム・エクスプレス
  - 渚のスーベニール
  - 涙でハッピー・バースデー
  - 涙のテレフォン (TELEPHONE CALLING)
  - パシフィック（夏は罪つくり） ※
  - ピンナップ・ガール
  - マイ・ラブ
  - 胸騒ぎのクリスマス
  - もしかして I LOVE YOU.
  - 夜明けのワーク・ソング (WORK SONG)
  - ラブ・ミー・ドゥ
  - 恋愛専科
- RATS&STAR
  - 哀愁のBlue Cafe'
  - IN THE MOON
  - We are RATS & STAR
  - 裏切りの都会
  - 乙女座の二人
  - 女って・・・
  - 彼氏になりたい
  - GOOD MY FRIEND
  - 恋はデンジャラス
  - Just Loving Woman
  - 楽しき街角
  - 月へはせる想い(Warping the Moon)
  - 渚のドラマチック
  - Miss You
  - 闇夜からの手紙
  - You Can Win ※
  - 夕日と拳銃
  - You'll Be Mine
  - 夢のディスコティック
  - Lifeシアター
  - One Dream Night ※

## 著書
- 講談社「Ore」編集部 編『田代まさしの道徳読本』講談社〈Ore books ; 3〉、1988年5月。ISBN 4061031015。
- 『シネマで愛して』日本文芸社、1993年10月。ISBN 4537023848。
- 『マーシーの超法則』マガジンハウス、1994年4月。ISBN 4838705344。
- 『自爆』ケイツー出版販売、2002年7月。ISBN 4434022520。
- 『審判』創出版、2009年5月。ISBN 4924718947。
- 『マーシーの薬物リハビリ日記』アース・スター エンターテイメント、2015年3月。ISBN 4803006725。

## 関連文献
- リーダーズノート編集部 編著『帰ってこいマーシー : マーシーこと田代まさしの本格復帰にエールを贈る!』リーダーズノート、2010年7月。ISBN 4903722201。
- どげせん - 田代をモデルにした漫画。企画の板垣恵介が田代の転落を嘆き、本作の主演俳優として復帰を願ったもの[113]。しかし田代は拘置所から板垣に「漫画の世界では土下座で解決するようであってほしいが、世の中には土下座では決着がつかないこともある」と悲観的な書簡を宛てており、板垣も「そんなこと大人に言うなよって感じでね。確かに、いくら土下座したって今は出られないからね」と諦念を示すなど、合意に至っていない[114]。